# كحلي
الكحلي أو النيلي هو لون، ويعتبر درجة داكنة من اللون الأزرق.